# Citroën Axel
Citroën Axel – samochód osobowy firmy Citroën produkowany w latach 1984–1990 w Krajowej w Rumunii.

## Historia i opis modelu

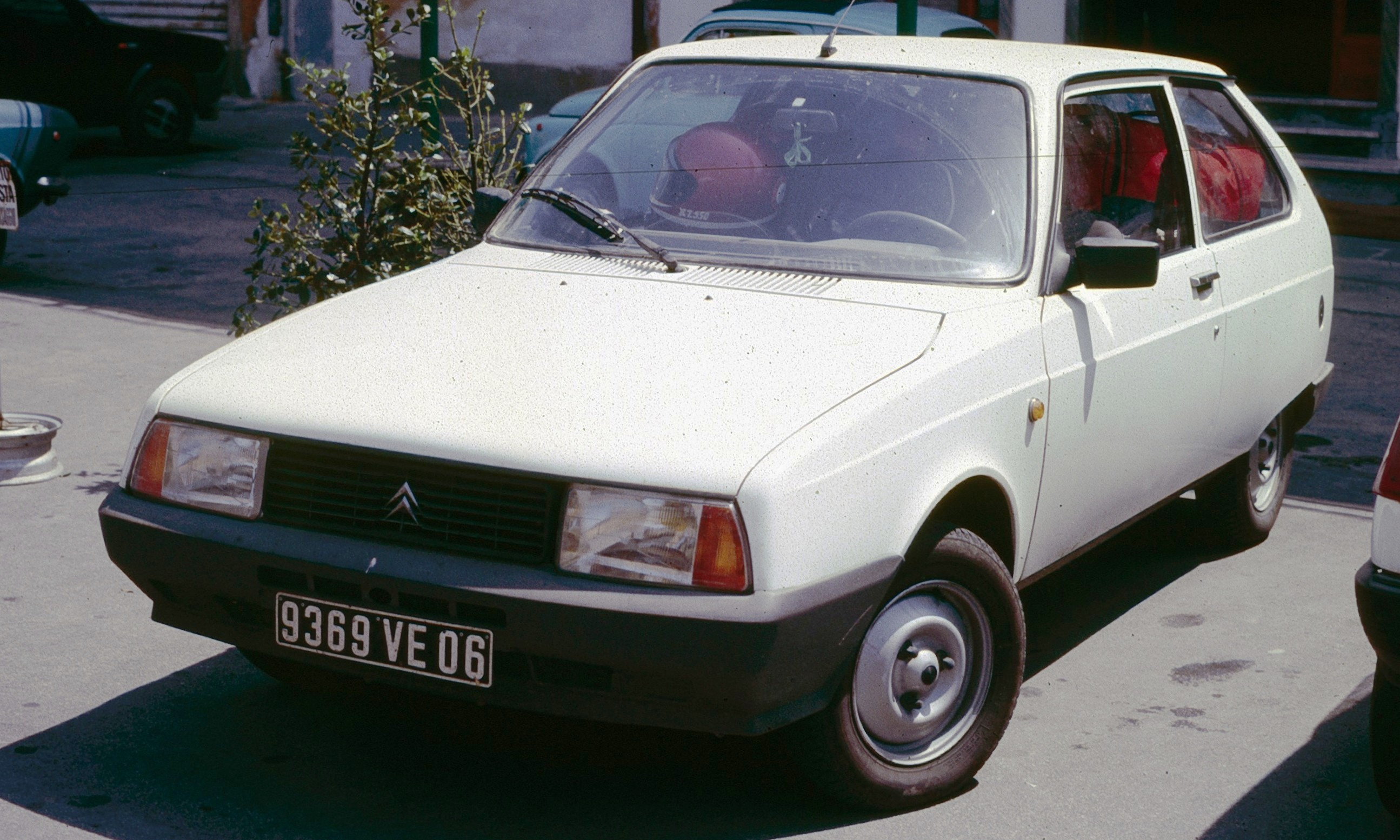
Citroën Axel

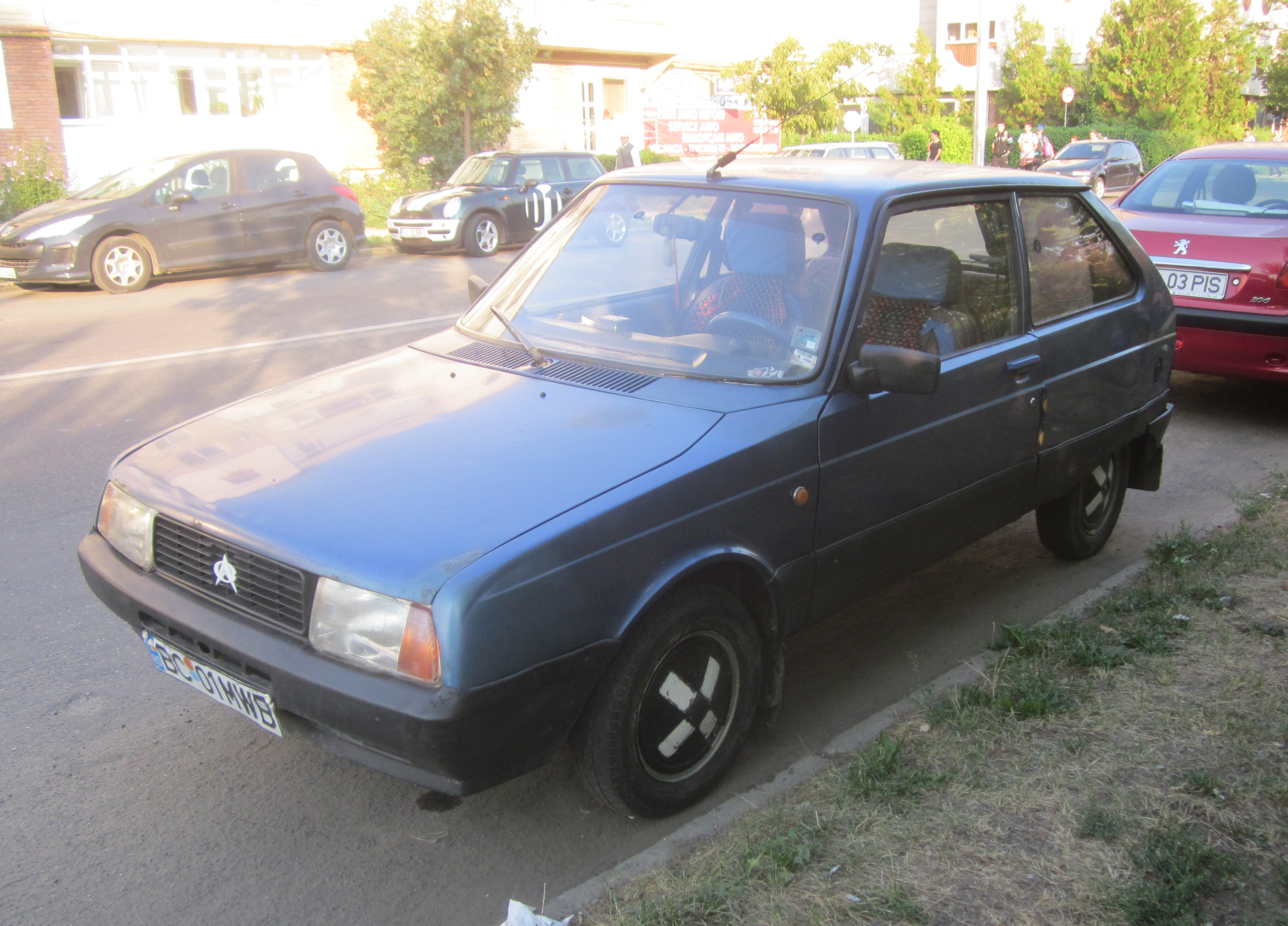
Oltcit Club

Samochody Citroën Axel oraz bliźniaczy Oltcit Club były produkowane według licencji Citroëna w mieście Krajowa w Rumunii na podstawie zawartego w roku 1976 porozumienia o utworzeniu francusko-rumuńskiej spółki akcyjnej Oltcit S.A. (udział Citroëna wynosił 36%). 
Strona francuska współpracowała przy budowie i wyposażeniu fabryki (w latach 1977–1981) oraz skonstruowała ten samochód. Wzorem dla tego francusko-rumuńskiego samochodu był Citroën Visa, chociaż nadwozie nie ma z Visą ani jednej wspólnej części oraz inne są jego wymiary. Silniki o pojemności skokowej 1129 cm³ oraz 1299 cm³ z drobnymi zmianami są przejęte z samochodu Citroën GSA. Z wersji GSA 1130 przejęto także skrzynię przekładniową i przednie hamulce tarczowe. Na rynek rumuński była produkowana również wersja z silnikiem dwucylindrowym o pojemności 654cm³, który montowano również w modelach Visa i 2CV. Przednie i tylne zawieszenie skonstruowano specjalnie z myślą o nowym samochodzie. Zawieszenie tylne wzorowano na rozwiązaniu tego zespołu w samochodzie Peugeot 205. 
Produkcja seryjna samochodu Oltcit Club rozpoczęła się w roku 1982. Pierwsze samochody zmontowano z francuskich części. W roku 1987 udział części francuskich stanowił jeszcze około 60%, lecz w roku 1989 uległ znacznemu zmniejszeniu, wskutek zastosowania w samochodach Oltcit rumuńskiej 4–biegowej skrzyni przekładniowej zamiast dotychczas stosowanej francuskiej.
Produkcja pojazdu pod nazwą Citroën Axel trwała od lipca 1984 do czerwca 1990 roku. Różniły się one od samochodów Oltcit Club przede wszystkim zastosowaniem zespołów wyłącznie francuskiej produkcji oraz plastikowych zderzaków, odchylanych tylnych szyb i ozdobnych listew we wszystkich wersjach. Ponadto większość modeli była oferowana z felgami aluminiowymi i oponami Michelin TRX.
Od początku 1989 roku samochody Oltcit Club 11 R oraz 11 R L były wyposażone w skrzynię czterobiegową produkcji rumuńskiej o zmienionych wartościach przełożeń w porównaniu ze stosowaną wcześniej czterobiegową skrzynią produkcji francuskiej oraz o odmiennym sposobie włączania wstecznego biegu. Rumuńska skrzynia czterobiegowa, zbliżona konstrukcyjnie do francuskiej, ma oznaczenie 31A-05 (TA 3001). Zawiera większą ilość oleju przekładniowego niż skrzynia francuska. Bieg wsteczny włącza się w niej przesuwając dźwignię zmiany biegów w prawo (od siebie) i do tyłu, a więc tak, jak we francuskiej skrzyni pięciobiegowej. Natomiast wcześniej wyprodukowane samochody były wyposażone we francuską skrzynię czterobiegową, w której bieg wsteczny włączało się przesuwając dźwignię zmiany biegów w prawo (od siebie) i do przodu.
Samochody Citroën Axel są wyposażone w silnik bokser.
Samochody Citroën Axel były oznakowane znakiem firmy Citroën, a samochody Oltcit Club są oznakowane znakiem fabrycznym marki Oltcit (pojedynczy daszek wpisany w elipsę) z przodu na kratce wlotu powietrza oraz odpowiednimi napisami z tyłu na pasie tylnym.